# Хамлет (филм из 1948)
Хамлет (енгл. Hamlet) је британски драмски филм из 1948. године, који представља филмску адаптацију истоимене трагедије Вилијама Шекспира. Филм је адаптирао и режирао Лоренс Оливије, који је и тумачио насловну улогу. Ово је био други филм Оливијеа као режисера и други од три шекспировска филма која је режирао. Хамлет је био први британски филм који је освојио Оскара за најбољи филм. Такође је био прва звучна филмска адаптација ове представе на енглеском језику.
Поред Оскара за најбољи филм, освојио је и Оскара за најбољег глумца, као и Златног лава на Филмском фестивалу у Венецији. Међутим, показао се контроверзним међу шекспировским пуристима, који су сматрали да је Оливије направио превише измена и ексцизија четворосатне представе претварајући је у двосатни филм. Милтон Шулман је писао за The Evening Standard: „За неке ће ово бити један од најбољих филмова икада снимљених, за друге дубоко разочарење. Лоренс Оливије не оставља никакву сумњу да је он један од наших најбољих живих глумаца... његове слободе са текстом, међутим, сигурно ће узнемирити многе.”

## Радња
Радња почиње на зидинама Елсинора где стражара, Франциска, отпушта са страже (и испитује га да ли је ишта видео) други стражар, Бернардо, који је, са још једним стражаром, Марцелом, два пута раније видео духа покојног краља Хамлета. Марцело тада стиже са скептичним Хорациом, пријатељем краљевића Хамлета. Одједном, сва тројица виде духа, а Хорацио захтева да дух проговори. Дух тада нестаје, без речи.
Унутар велике дворане замка, двор слави венчање Гертруде и краља Клаудија; стари краљ Хамлет је наизглед умро од уједа змије, а његова жена Гертруда се, у року од месец дана од трагедије, удала за брата покојног краља. Краљевић Хамлет седи сам, одбијајући да се придружи прослави, упркос негодовању новог краља. Када дворани напусте велику дворану, Хамлет се љути због брзоплетог брака, мрмљајући себи у браду речи: „Па ипак, тек месец!”
Убрзо, Хорацио и стражари улазе говорећи Хамлету о сабласној прикази његовог оца. Хамлет почиње да истражује и по доласку на зидине угледа духа. Примећујући да га дух мами напред, Хамлет га прати до куле, где му открива свој идентитет као дух Хамлетовог оца. Он каже Хамлету да је убијен, ко је то учинио и како је то учињено. Убиство је приказано у флешбеку док дух описује дело – Клаудије се види како сипа отров у ухо покојног краља Хамлета и на тај начин га убија. Хамлет то испрва не прихвата као истину, а онда се спрема да одглуми лудило, како би искушао Клаудијеву савест, да не би пребрзо донео закључак.
Одглумљено лудило привлачи пажњу Полонија који је потпуно уверен да је Хамлет изгубио разум. Полоније скреће краљу пажњу на ово, тврдећи да лудило потиче од Хамлетове љубави према Офелији, Полонијевој ћерки. Клаудије, међутим, није у потпуности убеђен, па Полоније организује састанак између Хамлета и Офелије. Хамлетово „лудило” је евидентно и на овом састанку, па је и Клаудије уверен.
Хамлет затим ангажује групу лутајућих сценских извођача, тражећи да изведу представу Убиство Гонзага за краља. Међутим, Хамлет уноси неколико измена у представу, како би она одразила околности убиства покојног краља. Клаудије, неспособан да издржи представу, повлачи се у своју собу. Хамлет је сада убеђен у Клаудијеву издају. Проналази Клаудија самог и има довољно прилика да убије зликовца. Међутим, у ово време Клаудије се моли, а Хамлет не желећи да га пошаље у рај, одлучује да сачека своје време.
Уместо тога, он се суочава са Гертрудом око смрти свог оца и Клаудијеве издаје. Током овог сукоба, чује глас иза араса, и, верујући да га прислушкује Клаудије, забија бодеж међу завесе. Када је открио да је заправо убио Полонија који је прислушкивао, Хамлет је само благо узнемирен и наставља да се суочава са својом мајком. Затим види сабласну појаву свог оца, и почиње да разговара са њим. Гертруда, која не може да види духа, постаје уверена да је Хамлет луд.
Клаудије шаље Хамлета у Енглеску, а потајно је наредио да се он убије када тамо стигне. На срећу, Хамлетов брод нападају гусари, а он је враћен у Данску. У његовом одсуству, међутим, Офелија полуди због Хамлетовог одбијања и идеје да је њен драги убио њеног оца, и она се удави. Лаерт, Офелијин брат, спреман је да освети њену, као и смрт свог оца.
Клаудије и Лаерт сазнају за Хамлетов повратак и спремају се да га убију. Међутим, планирају да то изгледа као несрећа. Клаудије наређује Лаерту да изазове Хамлета на двобој, у којем ће Лаерту бити дато отровно сечиво које ће убити његовог противника једним додиром. У случају да Лаерт не успе да додирне Хамлета, Клаудије припрема и отровано пиће.
Хамлет пристаје на Лаертов изазов и њих двојица се упуштају у двобој. Хамлет добија прве две рунде, а Гертруда пије из пехара, сумњајући да је отрован. Лаерт успева да рани Хамлета по руци, смртно га отровавши. Хамлет, не знајући за то, наставља да се бори. Хамлет на крају разоружа Лаерта и замени сечива с њим. Хамлет потом удара Лаерта у зглоб, смртно га ранивши. Гертруда тада подлеже отрову и умире, упозоравајући Хамлета да не пије из пехара.
Лаерт, умирући, признаје целу заверу Хамлету, који у налету беса креће на Клаудија, убивши га, а затим умире. Хорацио, ужаснут свим овим, наређује да се Хамлету приреди пристојна сахрана, а тело младог краљевића однесе док топови Елсинора пуцају у знак поштовања.

## Улоге
| Глумац         | Улога            |
| -------------- | ---------------- |
| Лоренс Оливије | Хамлет           |
| Базил Сидни    | краљ Клаудије    |
| Ајлин Херли    | краљица Гертруда |
| Норман Вуланд  | Хорацио          |
| Феликс Ејлмер  | Полоније         |
| Теренс Морган  | Лаерт            |
| Џин Симонс     | Офелија          |
| Џон Лори       | Франциско        |
| Есмонд Најт    | Бернардо         |
| Ентони Квејл   | Марцело          |
| Питер Кушинг   | Озрик            |
| Стенли Холовеј | гробар           |